# Jewgeni Stanislawowitsch Markow
Jewgeni Stanislawowitsch Markow (russisch Евгений Станиславович Марков; * 7. Juli 1994 in Sankt Petersburg) ist ein russischer Fußballspieler.

## Karriere

### Verein
Markow begann seine Karriere bei Zenit St. Petersburg. Zur Saison 2013/14 rückte er in den Kader der neu geschaffenen Zweitmannschaft Zenits. Für diese kam er in jener Spielzeit zu 15 Einsätzen in der drittklassigen Perwenstwo PFL. Im August 2014 wurde er an den Zweitligisten FK Jenissei Krasnojarsk verliehen. Sein Debüt in der Perwenstwo FNL gab er im September 2014 gegen Wolga Nischni Nowgorod. Bis zum Ende der Leihe kam er zu 17 Zweitligaeinsätzen in Krasnojarsk, in denen er vier Tore erzielte.
Zur Saison 2015/16 kehrte Markow wieder zu Zenit-2 zurück, das inzwischen in die zweite Liga aufgestiegen war. Nach 15 Zweitligaeinsätzen für Zenit-2 schloss er sich im Januar 2016 innerhalb der Liga dem FK Tosno an. Für Tosno spielte er bis Saisonende 13 Mal und erzielte fünf Tore. In der Saison 2016/17 kam der Stürmer zu 21 Zweitligaeinsätzen, in denen er acht Tore erzielte. Mit Tosno stieg er zu Saisonende in die Premjer-Liga auf, mit seinen acht Treffern war er nach Anton Sabolotny der zweiterfolgreichste Torschütze der Mannschaft. Nach dem Aufstieg debütierte er im Juli 2017 gegen den FK Ufa in der höchsten russischen Spielklasse.
Für Tosno absolvierte er bis zur Winterpause 19 Spiele in der Premjer-Liga und machte acht Tore. Im Januar 2018 wechselte Markow zum Ligakonkurrenten FK Dynamo Moskau. Beim Hauptstadtklub konnte er sich jedoch nicht durchsetzen, bis Saisonende absolvierte er sechs Partien und wurde dabei zumeist eingewechselt. Daran ändert sich auch 2018/19 nichts, er kam zu 23 Saisoneinsätzen und wurde 15 Mal eingewechselt. Zur Saison 2019/20 wurde er innerhalb der Liga an Rubin Kasan verliehen. Für die Tataren kam er während der Leihe zu 22 Einsätzen in der Premjer-Liga, in denen er fünf Tore erzielte.
Nach dem Ende der Leihe kehrte Markow zur Saison 2020/21 zunächst nach Moskau zurück. Dort kam er jedoch zu keinen weiteren Einsätzen und wechselte schließlich im Oktober 2020 zum Ligakonkurrenten FK Krasnodar. Für Krasnodar kam er bis Saisonende zu sieben Erstligaeinsätzen, zudem spielte er dreimal für die zweitklassige Reserve. Zur Saison 2021/22 schloss er sich dem Ligakonkurrenten Arsenal Tula an. Für Arsenal kam er zu 28 Einsätzen, in denen er viermal traf. Mit Tula stieg er zu Saisonende allerdings aus dem Oberhaus ab. Nach dem Abstieg wurde er suspendiert und kam in der zweiten Liga nicht mehr zum Einsatz.
Im Januar 2023 wechselte er zum Erstligisten FK Fakel Woronesch.

### Nationalmannschaft
Markow durchlief von der U-15 bis zur U-18 sämtliche russische Jugendnationalauswahlen. Im Januar 2015 kam er zu seinem einzigen Einsatz für die U-21-Mannschaft.